# Římskokatolická farnost Studenec u Horek
Římskokatolická farnost Studenec u Horek je územním společenstvím římských katolíků v rámci jilemnického vikariátu královéhradecké diecéze.

## O farnosti

### Historie
První doklad o Studenci je ze 14. století. Místní farní kostel je novorománskou stavbou z 19. století.

### Současnost
Farnost má sídelního duchovního správce, který zároveň ex currendo spravuje farnosti Roztoky u Jilemnice a Zálesní Lhota.
| Kostel                   | Místo            | Poznámka        |
| ------------------------ | ---------------- | --------------- |
| Kostel sv. Prokopa       | Čistá u Horek    | filiální kostel |
| Kostel sv. Jana Křtitele | Studenec u Horek | farní kostel    |